# Corallospartium crassicaule
Corallospartium crassicaule är en ärtväxtart som först beskrevs av Joseph Dalton Hooker, och fick sitt nu gällande namn av J.Armstr.. Corallospartium crassicaule ingår i släktet Corallospartium, och familjen ärtväxter.

## Underarter
Arten delas in i följande underarter:
- C. c. crassicaule
- C. c. racemosum